# Wojęcino
Wojęcino – (do 1945 r. niem. Wojenthin) wieś w Polsce położona w województwie zachodniopomorskim, w powiecie koszalińskim, w gminie Bobolice.
Miejscowość wywodzi swój rodowód ze średniowiecza - od XVI w. Należała wtedy do rodu von Bonin, który to ród ufundował nieistniejącą już kaplicę. W latach 1855–1945 należała do rodziny von Holtz z Manowa. 

## Zabytki
- Piętrowy pałac wybudowany w XIX w. Od frontu ryzalit z głównym wejściem. Po lewej stronie sześcioboczna trzypiętrowa wieża, natomiast po prawej czworoboczna i dwupiętrowa. Obiekt był częścią rozległego założenia pałacowo-parkowego. Jego założenia uległy zniszczeniu. Zachowały się ruiny kaplicy grobowej, położonej na wyspie nieistniejącego dziś śródleśnego jeziora[3].

## Przypisy

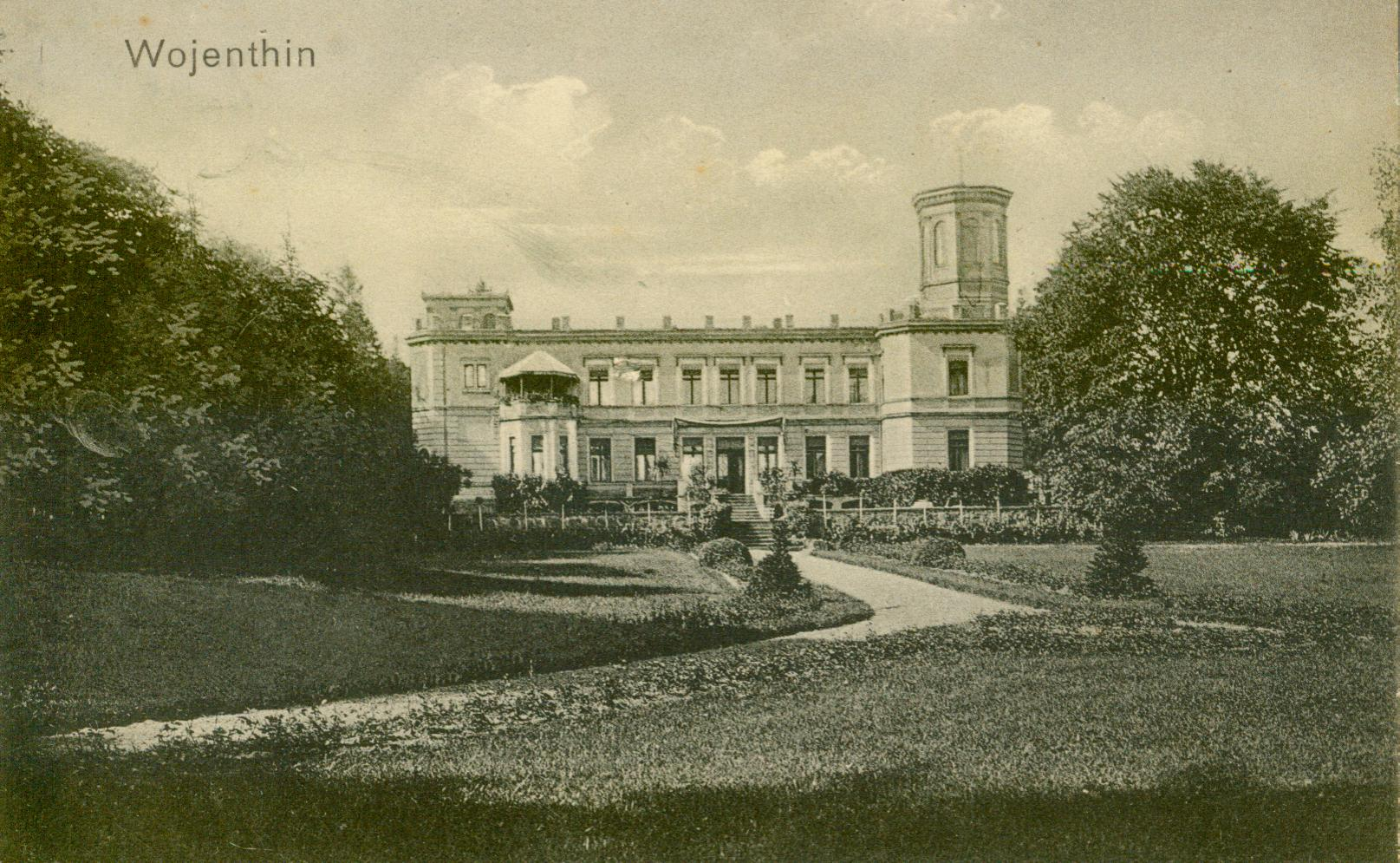
Pałac

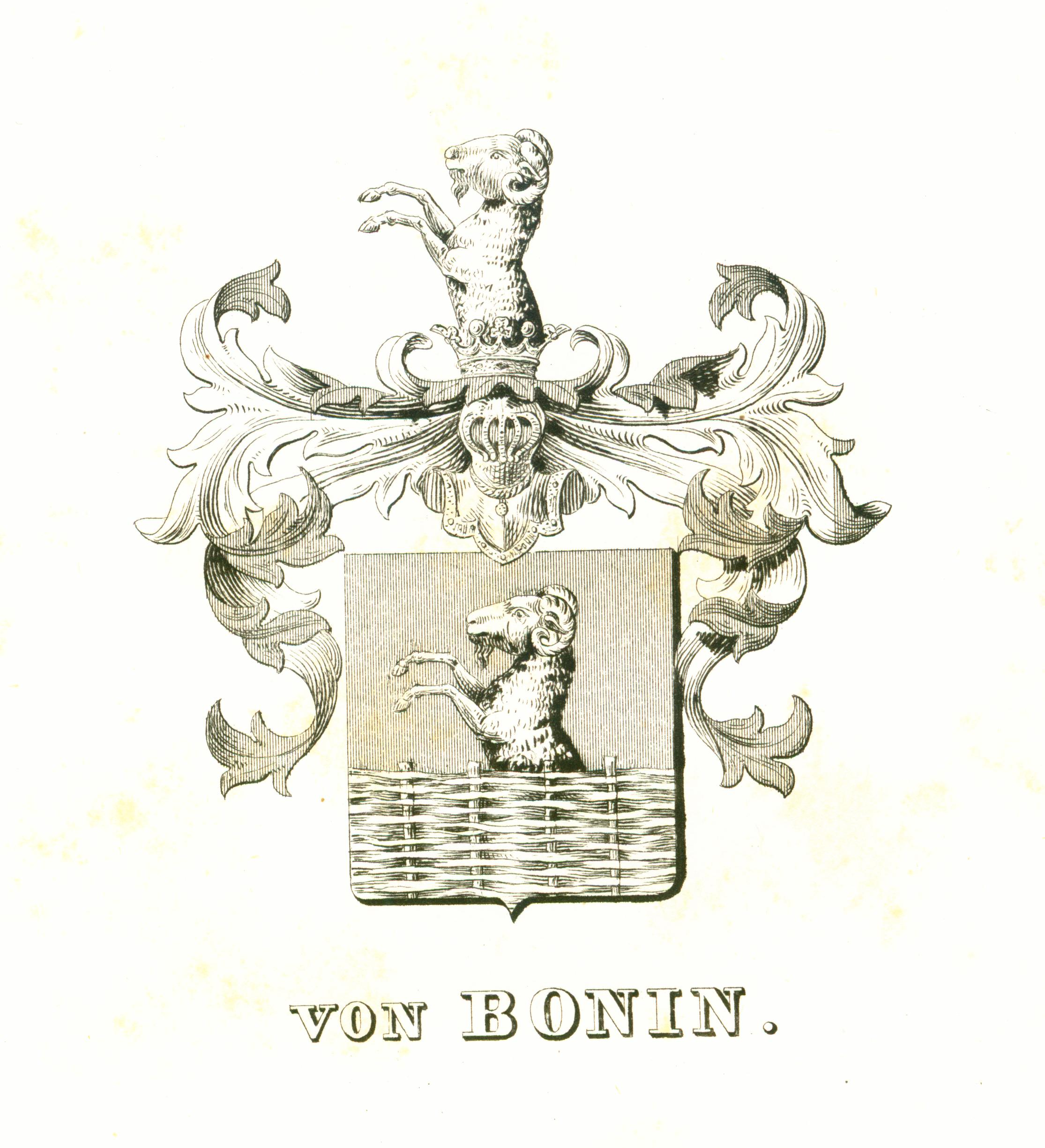
Herb rodziny Bonin